# 27-es busz (Debrecen)
A debreceni 27-es jelzésű autóbusz a Vincellér utca - Kistemplom - Vincellér utca útvonalon közlekedett. Útvonala során érintette a Tócóskertet, Tescót, a Helyközi autóbusz-állomást, a Mechwart András Szakközépiskolát és a Belvárost. A járatot 2009. július 1-jén megszüntették.

## Története
A járat 1973. január 13-án indult a Segner tér és a Dobozi lakótelep között, amit a Fürst Sándor utca – Landler Jenő utca – Tanács utca – Április 4. útja útvonalon járt be. 1994-ben a 4A troli beindulásakor új útvonalat kapott. A Segner térig az addig útvonalon közlekedett, majd tovább a Hatvan utca - Kossuth tér - Bajcsy Zsilinszky utca - Nyugati utca útvonalon közlekedett, innen pedig ismét az addigi útvonalon haladt tovább a Vincellér utcáig. 1999. május 1-én már a Hatvan utca - Piac utca - Miklós utca - Külsővásártér - Nyugati utca útvonalon közlekedett. 2000-től a Segner tér - Nyugati utca - Széchenyi utca - Piac utca útvonalon közlekedik az új végállomása, a Kistemplom felé. 2006. szeptember 1-től a Vincellér utca - Derék utca - Kishegyesi út - Pesti utca - Mester utca - Hunyadi utca - Rákóczi utca - Burgundia utca - Kossuth utca - Széchenyi utca - Nyugati utca - Segner tér - Kishegyesi út - Derék utca - Vincellér utca útvonalon közlekedett, pótolva a lerövidülő 24-es buszt. Lakossági kérésre szeptember 18-tól visszaállt a korábbi forgalmi rend a 24-es, a 25-ös, a 25Y és a 27-es buszon, így a 27-es ismét a Segner tér és a Kistemplom között közlekedett. 2009. július 1-én a 25-ös és a 25Y buszt összevonták a 27-es busszal, így a 25-ös és 25Y busz a Vincellér utcáig járt, a 27-es busz pedig megszűnt.

## Útvonala
| Vincellér utca - Kistemplom - Vincellér utca: |
| --- |
| - Vincellér utca - Derék utca - Kishegyesi út - Nyugati utca - Széchenyi utca - Piac utca - Miklós utca - Külsővásártér - Nyugati utca - Kishegyesi út - Derék utca - Vincellér utca |